# WWE
WWE, afkorting van World Wrestling Entertainment, is een Amerikaans geïntegreerd media- en entertainmentbedrijf dat zich heeft gespecialiseerd in het professioneel worstelen. WWE is ook vertakt naar andere sectoren, waaronder films, voetbal en verschillende andere zakelijke ondernemingen.
De naam WWE verwijst ook naar de worstelorganisatie zelf, die in 1953 werd opgericht als de Capitol Wrestling Corporation (CWC). Het is het grootste worstelbedrijf ter wereld, met meer dan 450 live evenementen per jaar, waarbij de selectie voornamelijk is opgedeeld in drie wereldwijd reizende merken (Raw, SmackDown en NXT) en is beschikbaar voor 900 miljoen huishoudens wereldwijd in 28 talen. Het wereldwijde hoofdkantoor van het bedrijf is gevestigd in Stamford, Connecticut, met kantoren in New York, Los Angeles, Londen, Mexico City, Mumbai, Shanghai, Singapore, Dubai, München en Tokio.

## Geschiedenis

### Capitol Wrestling Corporation (1953-1963)

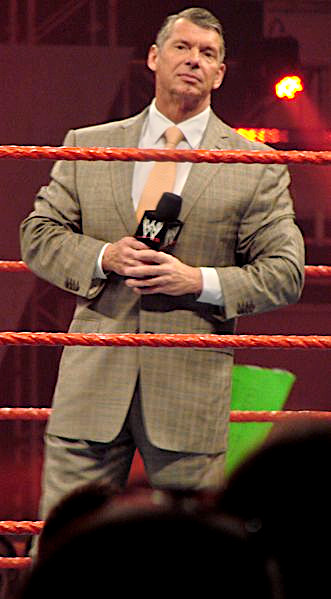
Vince McMahon, oprichter van Titan Sports Inc. en huidig eigenaar van WWE.

Het bedrijf begon in 1953 onder de naam Capitol Wrestling Corporation, dat gepromoot werd onder de vlag van de World Wide Wrestling Federation (WWWF) en later de World Wrestling Federation (WWF). In 1982 werd het verkocht aan Titan Sports, dat later de naam WWF veranderde in World Wrestling Federation Entertainment, voordat het in 2002 World Wrestling Entertainment ging heten, op 7 april 2011 vereenvoudigd tot de afkorting WWE.
WWE organiseert wekelijks vijf shows: Raw (USA Network), SmackDown (FOX), NXT (op USA Network), Superstars (op WWE.com) en Main Event (op WWE.com). Deze shows worden uitgezonden over de hele wereld, in Nederland voorheen door Eurosport en ook een tijdje door RTL 7. Sinds het voorjaar van 2019 wordt op woensdagavond een samenvatting van Raw en SmackDown! uitgezonden in België door Zes, afleveringen van de voorgaande week nota bene. Voorts organiseert WWE vrijwel iedere maand een zogenoemde pay-per-view-show, waarbij de kijker betaalt om deze te kunnen zien. De shows worden dus niet uitgezonden op de gratis kanalen. WWE organiseert iedere week ook een tiental shows in de Verenigde Staten en organiseert ook jaarlijks shows in Europa.
Begin 20e eeuw was Roderick James "Jess" McMahon bokspromotor en in 1926 begon hij samen te werken met Tex Rickard om het boksen te promoten in Madison Square Garden. De eerste wedstrijd tijdens hun samenwerking was een kampioenschap lichtzwaargewicht tussen Jack Delaney en Paul Berlenbach.
Een paar jaar eerder, rond 1920, introduceerde professioneel worstelaar Joseph Raymond "Toots" Mondt een nieuwe uitdaging in het professioneel worstelen, die hij de "Slam Bang Western Style Wrestling" noemde, om de toeschouwers meer amusement te bieden. Mondt vormde dan met Ed Lewis en zijn manager Billy Dandow een organisatie in het professioneel worstelen. Het lukte hen verscheidene worstelaars een contract te laten ondertekenen. Mondt vormde in New York partnerschappen met verschillende andere promotors, onder wie Jack Curley. Toen Curley overleden was, nam Mondt het promotiewerk over met de hulp van verscheidene bookers, onder wie Jess McMahon.
In 1953 richtten Jess McMahon en Toots Mondt de Capitol Wrestling Corporation Ltd (CWC) op. De CWC vergezelde in 1953 de National Wrestling Alliance (NWA). In november 1954 overleed Jess McMahon, waarop Ray Fabbiani, een van McMahons collega's, ervoor zorgde dat Vincent James McMahon (McMahon Sr.) de plaats van zijn vader innam. McMahon Sr. en Mondt waren een succesvolle combinatie en niet lang daarna hadden ze ongeveer 70% van de NWA in handen. Dat leidde tot een dominante positie in de zeer populaire noordoostelijke regio.

### World Wide Wrestling Federation (1963-1979)
De NWA promootte eigenlijk sterke shooters als kampioenen. In 1961 besliste het NWA-bestuur om de titel aan "Nature Boy" Buddy Rogers te geven. De rest van de NWA was niet blij met Mondt, omdat hij op een vreemde manier Rogers de toestemming gaf om buiten het noordoosten te worstelen. Mondt en McMahon wilden dat Rogers het NWA World Championship behield, maar Rogers offerde zijn gestorte $25.000 niet graag op (titelhouders kregen op dat moment een gestorte betaling als ze gekroond werden als kampioen). Op 24 januari 1963 verloor Rogers in Ontario (Canada) het NWA World Heavyweight Championship aan Lou Thesz in een 'one-fall' match, wat ertoe leidde dat Mondt, McMahon en de CWC onder protest de NWA verlieten en het World Wide Wrestling Federation (WWWF) oprichtten.
In april 1963 werd Rogers gekroond met het nieuwe WWWF World Heavyweight Championship nadat hij het toernooi in Rio de Janeiro had gewonnen. Een maand later, op 17 mei 1963, verloor hij de titel aan Bruno Sammartino, nadat Rogers vlak voor de geplande wedstrijd een hartinfarct had gekregen. Vanwege Rogers' conditie besliste men dat de wedstrijd minder dan een minuut zou duren.
Twee jaar later discussieerden NWA-voorzitter Sam Muchnick en McMahon Sr. over een 'unificatie'-wedstrijd tussen Thesz en Sammartino, die beide partijen accepteerden om Sammartino de unificatietitel te laten winnen.
De WWF begon daarna promotiewedstrijden te organiseren tussen de (baby)faces (helden) en heels (schurken). Ook was er een groep worstelaars die bijna altijd verloren, om het aanzien van bepaalde worstelaars te verhogen en opdat wedstrijden tussen twee bekende 'sterke' worstelaars (vaak een 'held' tegen een 'schurk') extra spannend voor het publiek werden. Tegenwoordig, met WWE, vinden er voornamelijk nog wedstrijden tussen bekende worstelaars plaats.
Eind jaren zestig verliet Mondt het bedrijf. Ondanks afscheiding van de WWWF van de NWA, vergezelde McMahon Sr. in 1971 opnieuw de federatie. Op de aangekondigde vergadering van de NWA in 1983 trokken de McMahons en WWF-werknemer Jim Barnett zich volledig terug uit de federatie. Door marketingplannen in maart 1979 werd de World Wide Wrestling Federation omgedoopt in World Wrestling Federation (WWF).

### World Wrestling Federation (1979-2002)

#### Overgang (1979-1982)

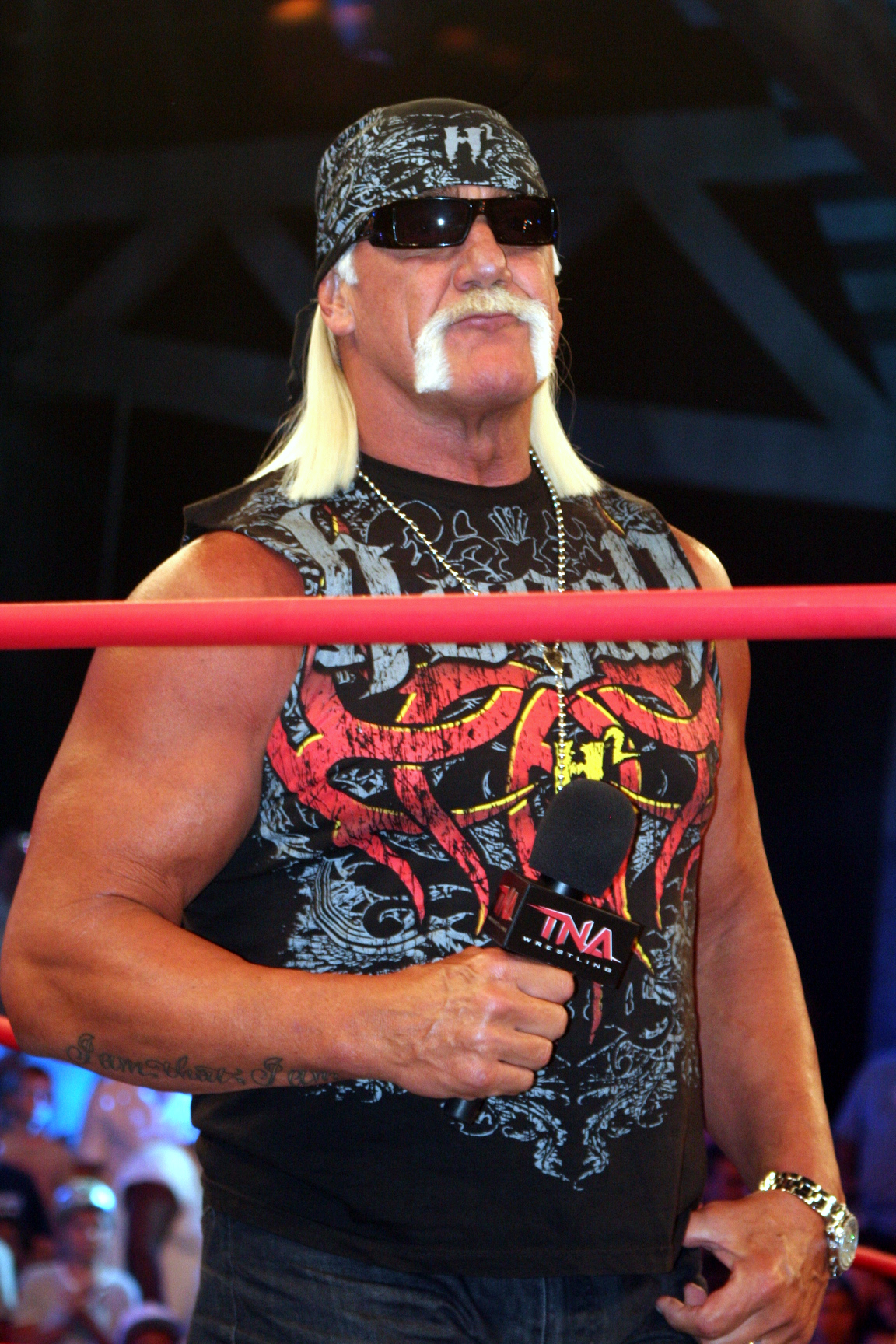
Hulk Hogan in 2010

De zoon van Vincent J. Mahon, Vincent K. McMahon, richtte op 21 februari 1980 Titan Sports, Inc. op en verwierf op 6 juni 1982 de Capitol Wrestling Corporation Ltd. van zijn vader en andere aandelen van de aandeelhouders (Arnold Skaaland, Gorilla Monsoon en Phil Zacko).
De WWF was niet de enige federatie die de relatie met de NWA verbrak: de American Wrestling Association (AWA) werkte ook lange tijd samen met de NWA.
Andere promotors waren furieus toen McMahon de WWF-televisieshows begon uit te brengen via televisiestations in de Verenigde Staten, in gebieden buiten die van WWF's traditionele noordoostelijke bolwerk. McMahon begon ook videobanden van WWF-evenementen buiten het noordoosten te verkopen door middel van zijn distributiebedrijf Coliseum Video. Hij brak effectief de ongeschreven regel van het regionalisme waarop de hele industrie was gebaseerd. McMahon gebruikte de inkomsten uit reclame, televisiecontracten en videoverkoop om op een oneerlijke manier talenten van zijn rivaliserende promotors voor zich te winnen. De landelijke worstelpromotors werden nu rechtstreekse concurrentie van de WWF.

#### The Golden Era (1982-1992)
Omdat Hulk Hogan door zijn verschijning in Rocky III internationale bekendheid genoot, haalde McMahon hem ertoe over om een overeenkomst met de WWF te sluiten. Jesse Ventura (die door een longaandoening nog nauwelijks worstelde in de WWF), ging met pensioen en werd naast Gorilla Monsoon en Vince McMahon commentator bij wedstrijden. Hij verving de gepensioneerde Bruno Sammartino als commentator. Andre the Giant, Jimmy Snuka, Don Muraco, Paul Orndorff, Greg Valentine, Ricky Steamboat, The Iron Sheik en vele anderen sloten zich aan bij de WWF. Hogan was duidelijk McMahons favoriet en sommigen vroegen zich af of de WWF het nationale en internationale succes zonder Hogan kon behouden.
De WWF organiseerde een nationale toer, een onderneming die enorme investeringen vereiste, zozeer zelfs, dat de WWF op de rand van een financiële ineenstorting balanceerde. Vince McMahon begon met WrestleMania. WrestleMania was zowel in de Verenigde Staten als daarbuiten op televisie te zien en werd later in sommige gebieden van de VS een pay-per-view (PPV) evenement, dat McMahon op de markt bracht als de "Super Bowl van het professioneel worstelen". Het concept van een worstel-'supercard' was niet nieuw in Noord-Amerika: de NWA had een paar jaar voor WrestleMania met Starrcade hetzelfde concept gehad. De visie van McMahon was echter om de WWF-industrie zelf onder een breed tv-publiek populair te maken door het benutten van de amusementswaarde van het worstelen. Met WrestleMania startte de WWF met MTV een gezamenlijke promotiecampagne, die voor een groot deel de WWF dekte met een kenmerkend programma, de Rock 'n' Wrestling Connection. De aandacht in de toonaangevende media dankzij de aanwezigheid en steun van beroemdheden als Muhammad Ali, Mr. T, Alice Cooper en Cyndi Lauper droegen ertoe bij dat WrestleMania een belangrijk product kon worden in de popcultuur.
De oorspronkelijke (eerste) WrestleMania, gehouden in 1985, was een doorslaand succes. Dit evenement wordt soms gezien als het echte beginpunt van McMahons zogenaamde "sportamusement", dat haaks stond op de voorkeur van zijn vader voor puur worstelen. WrestleMania II, in 1986, met onder anderen Hulk Hogan tegen King Kong Bundy, in een stalen kooi, werd ook een succes. In 1987 kwam de WWF met WrestleMania III, in Madison Square Garden, waarin kampioen Hulk Hogan het opnam tegen André the Giant, die in 15 jaar nog nooit was verslagen, tijdens het 'Main Event' (de hoofdwedstrijd van het evenement), dat gadegeslagen werd door 33 miljoen kijkers, wat nog steeds het record is voor de meest bekeken worstelwedstrijd van Noord-Amerika.

#### New Generation Era (1992-1997)
In 1992 bereikte WWF een dieptepunt door beschuldigingen van steroïdegebruik en er waren ook beschuldigingen van seksuele intimidatie door WWF-medewerkers. McMahon werd uiteindelijk vrijgesproken, maar de gebeurtenissen waren vanuit het oogpunt van public relations een nachtmerrie voor de WWF. Het steroïdeschandaal kostte de WWF in korte tijd ongeveer $5 miljoen. Ter compensatie verlaagde McMahon de lonen van zowel de worstelaars als de bedienden met bijna 40% (en ongeveer 50% voor de managers, zoals Bobby Heenan en Jimmy Hart, die beiden de WWF verlieten). Dit had tot gevolg dat tussen 1994 en 1997 meerdere WWF-worstelaars naar de World Championship Wrestling (WCW) overstapten. In deze periode promootte de WWF zichzelf onder het vaandel van "The New WWF Generation", met daarbij namen als Shawn Michaels, Diesel, Razor Ramon, Bret Hart en The Undertaker. In een poging om hen en andere jonge talenten tot nieuwe supersterren van de WWF te maken, begon de WWF in te spelen op de leeftijdsbeperkingen, waarmee voormalige WWF-worstelaars, zoals Hulk Hogan en Randy Savage (die op dat moment voor WCW werkten), werden geconfronteerd.
Met het debuut van het kabelprogramma WWF Monday Night Raw in 1993 zette de WWF een belangrijke stap in het professioneel worstelen op televisie. Na het succes dat hiermee was behaald, ging WCW in 1995 in de tegenaanval met de start van zijn eigen kabelprogramma op de maandagavond, WCW Monday Nitro, dat op hetzelfde tijdstip als Raw werd uitgezonden. De twee programma's bleven winst maken tot medio 1996. Daarna begon het WCW-programma 84 weken lang te domineren, mede als gevolg van de introductie van de New World Order, een stable geleid door de voormalige WWF-worstelaars Hulk Hogan, Scott Hall en Kevin Nash.

#### The Attitude Era (1997-2002)
In de loop van de jaren negentig werden er nieuwe vetes en wedstrijdtypen ontwikkeld en zo begon het nieuwe Attitude Era in het worstelen. De liefhebbers van de WWF leken de voorkeur te geven aan de zogenaamde "bad guys" boven de "good boys". De creatieve veranderingen werden ingevoerd door de staf van de WWF. Het worstelen kreeg meer het karakter van "straatvechten" en de nadruk kwam meer te liggen op "negatief gedrag", hoewel het oorspronkelijke concept van professioneel worstelen overeind bleef. In 1997 bleven de financiële inkomsten van de WWF laag en de voortdurende zware verliezen hadden gevolgen voor de populariteit van de WWF ten opzichte van WCW. Nog jaren later gaven veel worstelaars toe dat ze er niet van op de hoogte waren geweest hoe dicht het bedrijf op het randje van een faillissement had gebalanceerd. In 1996 en 1997 verloor de WWF veel van haar talent aan WCW, onder wie Razor Ramon (Scott Hall), Diesel (Kevin Nash), Psycho Sid (Sid Eudy), Alundra Blayze (Debra Miceli) en Rick Rude (Richard Rood). De WWF verving hen door voormalige WCW-talenten als Vader (Leon White), Stone Cold Steve Austin, Brian Pillman, Mankind (Mick Foley) en Farooq (Ron Simmons). De WWF herwon langzaam haar populariteit.

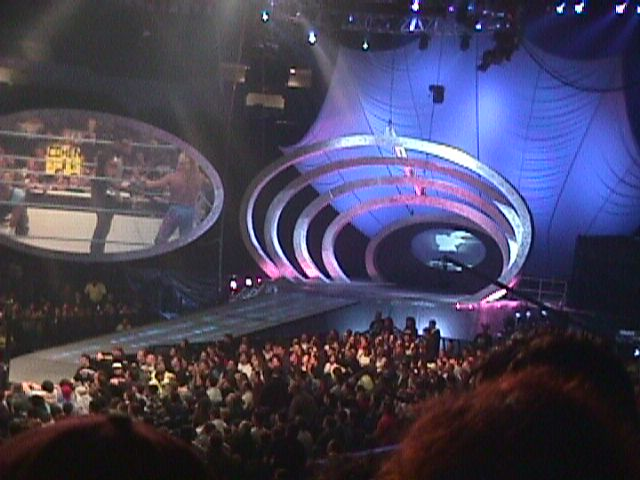
SmackDown!-show in 1999

Op 29 april 1999 keerde de WWF terug naar televisie via de antenne met de lancering van een programma dat bekendstaat als SmackDown! op het jonge UPN-netwerk. Het donderdagavondprogramma werd op 26 augustus 1999 een wekelijkse serie. Het leidde tot verdere concurrentie om de kijkcijfers met het WCW-programma WCW Thunder.
In de herfst van 1999 keerde de Attitude Era het tij van de Monday Night Wars ten gunste van de WWF. Nadat Time Warner gefuseerd was met AOL, werd de zeggenschap van Ted Turner over WCW aanzienlijk kleiner. Het pas gefuseerde bedrijf kondigde aan om WCW in zijn geheel te verkopen. Hoewel Eric Bischoff in maart 2001 bijna een overeenkomst had bereikt over de koop van het bedrijf, nam de WWF WCW van AOL Time Warner over voor een bedrag van rond de $7 miljoen. Kort na de WrestleMania X-Seven lanceerde de WWF The Invasion, een verhaallijn over de integratie van nieuwe talenten van het WCW- en ECW-rooster. Met deze aankoop werd de WWF nu de grootste worstelfederatie in de wereld. De activa van Extreme Championship Wrestling (ECW), dat opgedoekt was na het indienen van faillissementbescherming in april 2001, werden midden 2003 door WWE opgekocht.

### World Wrestling Entertainment (2002-heden)
In 2000 begon het World Wide Fund for Nature, een milieuorganisatie, in Groot-Brittannië een proces tegen World Wrestling Federation Entertainment Inc. Het World Wide Fund en de World Wrestling Federation gebruikten beide sinds 1979 de afkorting WWF. Het laatste televisie-evenement met het WWF-logo was het pay-per-viewprogramma Insurrextion 2002 in Groot-Brittannië. Op 5 mei 2002 zette het bedrijf de marketingcampagne "Get The F Out" in gang en werden alle verwijzingen op de website veranderd van "WWF" in "WWE", waarbij ook het internetadres van wwf.com in wwe.com werd gewijzigd. De volgende dag verscheen een persbericht over de officiële naamsverandering, van World Wrestling Federation Entertainment, Inc. in World Wrestling Entertainment, Inc. of WWE, en de wijziging werd later die dag bekendgemaakt in een televisie-uitzending van Monday Night Raw.

#### Merkextensie (2002-heden)
In maart 2002, ongeveer twee maanden voor de naamsverandering, besloot WWE om twee aparte "merken" (brands) in het leven te roepen, Raw en SmackDown!, in verband met de overvloed aan overgebleven talenten van Invasion. Een en ander staat bekend als de WWE Brand Extension. Ondanks het vertrek van veel van de oorspronkelijke talentvolle worstelaars in 2004, bleef WWE shows scheiden. Er ontstond ook een jaarlijkse Draft Lottery (trekkingsloterij). Op 26 mei 2006 kondigde WWE de herlancering van Extreme Championship Wrestling als een WWE-merk aan. Op 21 januari 2008 maakte WWE de overstap naar HD-televisie.
Het nieuwe ECW-programma werd tot 16 februari 2010 wekelijks op dinsdagavond internationaal en in Verenigde Staten op Syfy uitgezonden. Op televisie stond deze periode bekend als het Ruthless Aggression Era en trad chronologisch in de plaats van het Attitude Era. De periode spreidt zich uit van 2002 tot 2008 en borduurde voort op de succesformule van het Attitude Era.
Op 7 april 2011 kondigde het bedrijf aan dat de naam World Wrestling Entertainment, Inc. verkort zou worden tot WWE, Inc. World Wrestling Entertainment is echter nog steeds de wettelijke naam van het bedrijf.
Op 25 mei 2016 deelde WWE een video die vermeldde dat Smackdown live zou gaan op dinsdagavond (startend 19 juli 2016). Raw en Smackdown zouden zoals in 2002 weer aparte roosters en eigen storylines hebben. Op 20 juni 2016 postte WWE een artikel waarin vermeld stond dat deze draft zou doorgaan op dinsdag 19 juli 2016, de eerste live-aflevering van Smackdown.
In juni 2016 werden de WWE Draft en WWE Brand Extension terug ingevoerd, waardoor het bedrijf opnieuw haar twee belangrijkste shows Monday Night Raw en Friday Night SmackDown afzonderlijk promootte met worstelaars die exclusief actief zijn in een van beide shows.

## Huidige kampioenen
Bijgewerkt t.e.m. 17-08-2025

### Raw
| Kampioenschap                     | Kampioen(en)      | Datum            | Vorige kampioen(en) | Evenement       |
| --------------------------------- | ----------------- | ---------------- | ------------------- | --------------- |
| World Heavyweight Champion        | Seth Rollins      | 2 augustus 2025  | CM Punk             | Summerslam      |
| WWE Intercontinental Championship | Dominik Mysterio  | 20 april 2025    | Bron Breakker       | WrestleMania 41 |
| WWE World Tag Team Championship   | The Judgement Day | 30 juni 2025     | The New Day         | RAW             |
| WWE Women's World Championship    | vacant            | 18 augustus 2025 | Noami               |                 |

### SmackDown
| Kampioenschap                  | Kampioen(en)     | Datum           | Vorige kampioen(en) | Evenement          |
| ------------------------------ | ---------------- | --------------- | ------------------- | ------------------ |
| WWE Undisputed Championship    | Cody Rhodes      | 3 augustus 2025 | John Cena           | Summerslam         |
| WWE United States Championship | Solo Sikoa       | 28 juni 2025    | Jacob Fatu          | Night of Champions |
| WWE Tag Team Championship      | The Wyatt Sicks  | 11 juli 2025    | The Street profits  | Smackdown          |
| WWE Women's Championship       | Tiffany Stratton | 3 januari 2025  | Nia Jax             | Smackdown          |

### NXT 2.0
| Kampioenschap                     | Kampioen(en)                               | Datum           | Vorige kampioen(en)          | Evenement                 |
| --------------------------------- | ------------------------------------------ | --------------- | ---------------------------- | ------------------------- |
| NXT Championship                  | Bron Breakker                              | 4 april 2022    | Dolph Ziggler                | Raw                       |
| NXT North American Championship   | Cameron Grimes                             | 2 april 2022    | Carmelo Hayes                | NXT Stand & Deliver       |
| NXT Tag Team Championship         | Pretty Deadly (Elton Prince & Kit Wilson)  | 12 april 2022   | Vacant                       | NXT 2.0                   |
| NXT Women's Championship          | Mandy Rose                                 | 26 oktober 2021 | Raquel González              | NXT: Halloween Havoc 2021 |
| NXT Women's Tag Team Championship | Toxic Attraction (Gigi Dolin & Jacy Jayne) | 5 april 2022    | Dakota Kai & Raquel González | NXT 2.0                   |

### NXT UK
| Kampioenschap                   | Kampioen(en)                                  | Datum            | Vorige kampioen(en)                       | Evenement       |
| ------------------------------- | --------------------------------------------- | ---------------- | ----------------------------------------- | --------------- |
| NXT United Kingdom Championship | Ilja Dragunov                                 | 22 augustus 2021 | Walter                                    | NXT TakeOver 36 |
| NXT UK Heritage Cup             | Noam Dar                                      | 6 oktober 2021   | Tyler Bate                                | NXT UK          |
| NXT UK Tag Team Championship    | Moustache Mountain (Trent Seven & Tyler Bate) | N.V.T.           | Pretty Deadly (Lewis Howley & Sam Stoker) | NXT UK          |
| NXT UK Women's Championship     | Meiko Satomura                                | N.V.T.           | Kay Lee Ray                               | NXT UK          |

### Gemengd
| Kampioenschap                     | Kampioen(en) | Datum         | Vorige Kampioen(en) | Evenement |
| --------------------------------- | ------------ | ------------- | ------------------- | --------- |
| WWE 24/7 Championship             | Dana Brooke  | 18 april 2022 | Akira Tozawa        | Raw       |
| WWE Women's Tag Team Championship | Vrijgekomen  | 20 mei 2022   | Sasha Banks & Naomi | SmackDown |

## Lijst van huidige worstelaars in WWE
Onderstaande lijst geeft de (mannelijke) professioneel worstelaars weer die anno 2019 onder contract staan in de WWE, met daarnaast hun belangrijkste prestaties tot dusver. Na de nieuwe Brand Extension in juni 2016 ontstond uiteindelijk het nieuwe "WWE SmackDown Tag Team Championship", dat voortkwam uit het bestaande WWE Tag Team Championship. Dat laatste kampioenschap staat sinds dat jaar bekend als "WWE Raw/SmackDown Tag Team Championship".
Worstelaars treden sinds juni 2016 aan in ofwel het programma Monday Night Raw ofwel het programma Tuesday Night SmackDown! Live. Oudgediende worstelaars Triple H, John Cena, Kane en The Undertaker zijn echter sinds juni 2016 te zien in beide shows. De meeste professioneel worstelaars - binnen de WWE superstars genaamd - zijn opgegroeid als worstelaars van de tweede, derde of zelfs vierde generatie, maar er zijn ook worstelaars die bij aanvang niet vertrouwd zijn of waren met de sport.
De eerste worstelaar die door WWE zelf als "superster van de derde generatie" werd gepromoot, was Dwayne "The Rock" Johnson. Andere bekende worstelaars van de tweede of derde generatie zijn of waren onder anderen Bret Hart, Randy Orton, Goldust en Ted DiBiase Jr.. De meesten zijn bij kleinere organisaties begonnen, aanvankelijk als training maar later ook in het kader van wedstrijden; namen als Charlie Haas en Shelton Benjamin, die voornamelijk het matworstelen hebben geleerd.
Lange tijd was Emil Sitoci de enige Nederlander die ooit wedstrijden bij WWE worstelde, maar in juni 2016 maakt Gzim Selmani zijn tv-debuut als "Rezar" in het opleidingsprogramma NXT, wat hem de eerste Nederlander in de WWE maakte. Tegenwoordig is ook Tom Budgen actief in de WWE onder de ringnaam "Aleister Black".
Bijgewerkt t.e.m. 22-01-2022

### Familie McMahon
Familieleden uit de familie McMahon zijn de eigenaar van de World Wrestling Entertainment. Naast hun zakelijke posities, verschijnen ze ook in alle merken.
| Ringnaam          | Naam               | Notities                                                                                 |
| ----------------- | ------------------ | ---------------------------------------------------------------------------------------- |
| Vince McMahon     | Vincent McMahon    | Meerderheidseigenaar                                                                     |
| Stephanie McMahon | Stephanie Levesque | Voorzitter van de Raad van Bestuur Co-Chief Executive Officer (CEO)                      |
| Triple H          | Paul Levesque      | Executive Vice President, Talent RelationsExecutive Producer Lid van de Raad van Bestuur |

### Raw

#### Mannelijke worstelaars
| Ringnaam         | Echte naam          | Notities                               |
| ---------------- | ------------------- | -------------------------------------- |
| AJ Styles        | Allen Jones         |                                        |
| Akira Tozawa     | Akira Tozawa        |                                        |
| Angelo Dawkins   | Gary Gordon         |                                        |
| Austin Theory    | Austin White        |                                        |
| Bobby Lashley    | Franklin Lashley    |                                        |
| Cedric Alexander | Cedric Johnson      |                                        |
| Chad Gable       | Charles Betts       |                                        |
| Ciampa           | Tommaso Whitney     |                                        |
| Cody Rhodes      | Cody Runnels Rhodes |                                        |
| Damian Priest    | Luis Martínez       |                                        |
| Dolph Ziggler    | Nicholas Nemeth     |                                        |
| Dominik Mysterio | Dominik Gutiérrez   |                                        |
| Edge             | Adam Copeland       | Hall of Famer                          |
| Finn Bálor       | Fergal Devitt       |                                        |
| Gable Steveson   | Gable Steveson      |                                        |
| Kevin Owens      | Kevin Steen         |                                        |
| Logan Paul       | Logan Paul          |                                        |
| The Miz          | Michael Mizanin     |                                        |
| Montez Ford      | Kenneth Crawford    |                                        |
| MVP              | Hassan Hamin Assad  | Manager van Omos                       |
| Omos             | Tolulope Omogbehin  |                                        |
| Otis             | Nikola Bogojevic    |                                        |
| Randy Orton      | Randal Orton        | Inactief; rugletsel                    |
| Reggie           | Sidney Bateman      |                                        |
| Rey Mysterio     | Óscar Gutiérrez     | United States Champion & Hall of Famer |
| Riddle           | Matthew Riddle      |                                        |
| Robert Roode     | Robert Roode Jr.    |                                        |
| R-Truth          | Ronnie Killings     |                                        |
| Seth Rollins     | Colby Lopez         |                                        |
| Shelton Benjamin | Shelton Benjamin    |                                        |
| T-Bar            | Christopher Dijak   |                                        |
| Veer             | Rinku Rajput        |                                        |

#### Vrouwelijke worstelaars
| Ringnaam      | Echte naam            | Notities                       |
| ------------- | --------------------- | ------------------------------ |
| Alexa Bliss   | Alexis Kaufman        |                                |
| Becky Lynch   | Rebecca Quin          |                                |
| Beth Phoenix  | Elizabeth Copeland    | Hall of Famer                  |
| Bianca Belair | Bianca Crawford       | ==                             |
| Carmella      | Leah Van Dale         |                                |
| Dana Brooke   | Ashley Sebera         | 24/7 Champion                  |
| Doudrop       | Kimberly Benson       |                                |
| Maryse        | Maryse Mizanin        | Manager van The Miz            |
| Nikki A.S.H.  | Nicola Glencross      |                                |
| Queen Zelina  | Thea Büdgen           |                                |
| Rhea Ripley   | Demi Bennett          | WWE Women's World Championship |
| Tamina        | Sarona Snuka-Polamalu |                                |
| Maxxine Dupri | Sydney Zmrzel         |                                |

### SmackDown

#### Mannelijke worstelaars
| Ringnaam          | Echte naam              | Notities                 |
| ----------------- | ----------------------- | ------------------------ |
| Angel             | Humberto Garza Solano   |                          |
| Big E             | Ettore Ewen             |                          |
| Brock Lesnar      | Brock Lesnar            |                          |
| Butch             | Peter England           |                          |
| Drew Gulak        | Drew Gulak              |                          |
| Drew McIntyre     | Andrew Galloway IV      |                          |
| Erik              | Raymond Rowe Sr.        |                          |
| Happy Corbin      | Thomas Pestock          |                          |
| Gunther           | Walter Hahn             |                          |
| Humberto          | Humberto Garza Carrillo |                          |
| Ivar              | Todd Smith              |                          |
| Jey Uso           | Joshua Fatu             |                          |
| Jimmy Uso         | Jonathan Fatu           |                          |
| Jinder Mahal      | Yuvraj Dhesi            |                          |
| Karrion Kross     | Kevin Kesar             |                          |
| Kofi Kingston     | Kofi Sarkodie-Mensah    |                          |
| Mace              | Brennan Williams        |                          |
| Madcap Moss       | Michael Rallis          |                          |
| Mån.sôör          | Mansoor Al-Shehail      |                          |
| Max Dupri         | Shaun Ricker            |                          |
| Rick Boogs        | Eric Bugenhagen         |                          |
| Ricochet          | Trevor Mann             |                          |
| Ridge Holland     | Luke Menzies            |                          |
| Roman Reigns      | Leati Anoa'i            |                          |
| Sami Zayn         | Rami Sebei              | Intercontinetal Champion |
| Shanky            | Gurvinder Malhotra      |                          |
| Sheamus           | Stephen Farrelly        |                          |
| Shinsuke Nakamura | Shinsuke Nakamura       |                          |
| Top Dolla         | Anthony Francis         |                          |
| Xavier Woods      | Austin Watson           |                          |

#### Vrouwelijke worstelaars
| Ringnaam        | Echte naam                | Notities |
| --------------- | ------------------------- | -------- |
| Aliyah          | Nhooph Al-Areebi          |          |
| Charlotte Flair | Ashley Fliehr             |          |
| Liv Morgan      | Gionna Daddio             |          |
| Naomi           | Trinity Fatu              |          |
| Natalya         | Natalie Neidhart-Wilson   |          |
| Sasha Banks     | Mercedes Kaestner-Varnado |          |
| Shayna Baszler  | Shayna Baszler            |          |
| Shotzi          | Ashley Urbanski           |          |
| Xia Li          | Zhao Xia                  |          |

#### Andere on-air personeel
| Ringnaam    | Echte naam        | Notites                 |
| ----------- | ----------------- | ----------------------- |
| Paul Heyman | Paul Heyman       | Hall of Famer           |
| Scarlett    | Elizabeth Chihaia | Valet van Karrion Kross |

### Niet-toegewezen worstelaars
| Ringnaam  | Naam             | Notities      |
| --------- | ---------------- | ------------- |
| Elias     | Jeffrey Sciullo  |               |
| Goldberg  | William Goldberg | Hall of Famer |
| John Cena | John Cena        |               |

### Gezagsdragers
| Ringnaam    | Echte naam            | Notities                                                           |
| ----------- | --------------------- | ------------------------------------------------------------------ |
| Adam Pearce | Adam Pearce           | Director of Live Events Producer On screen general manager of RAW! |
| Nick Aldis  | Nick Aldis            | Producer On screen general manager of Smackdown!                   |
| Ava         | Simone Garcia Johnson | On screen general manager of NXT. Dochter van The Rock.            |